# Cloître de San Lorenzo Maggiore
Le cloître de San Lorenzo Maggiore est l'un des cloîtres monumentaux de Naples, adjacent à la basilique du même nom, dans le centre historique de la ville (au 36 via dei Tribunali).

## Description
Le cloître actuel du XVIIIe siècle représente la dernière modification de la construction gothique originale construite au XIVe siècle et qui, en 1344, a accueilli Pétrarque.
Une inscription sur l'architrave fait référence à une intervention du XVe siècle commandée par Carlo Miroballo.
Le cloître a en son centre un puits avec un édicule en marbre et piperno, œuvre du sculpteur Cosimo Fanzago.
A l'est se trouve la salle capitulaire, dont l'entrée est soulignée par un arc gothique aux profils en travertin. Sur les côtés du portail, il y a deux fenêtres gothiques avec des arcs en plein cintre soutenus par des colonnes en tuf. Au fond du cloître se trouve la salle Sisto V. Ici aussi, comme dans la salle capitulaire, les fresques ont été peintes par Luigi Rodriguez au XVIIe siècle.
Sur la lunette du portail qui mène à l'église, il y a la fresque Vierge à l'enfant et dévot de Montano d'Arezzo. La tombe d'Errico Puderico, qui avait humblement demandé à être enterré à l'extérieur du lieu de culte, est située près du même passage qui y pénètre. Elle a été construite en 1467 par son fils Francesco, décorée des armes du défunt soutenues par des amours, une sculpture attribuée sans doute à Giovanni da Nola. De l'autre côté se trouve la chapelle de l'archiconfrérie de Sant'Antonio, qui selon la tradition a été créée en 1623 par le vice-roi de Naples, à qui le saint serait apparu dans un rêve.
Du côté nord se trouvent le monument dédié à Giuseppe Bondola et le tombeau de Francesco Palmieri, tous deux en marbre.

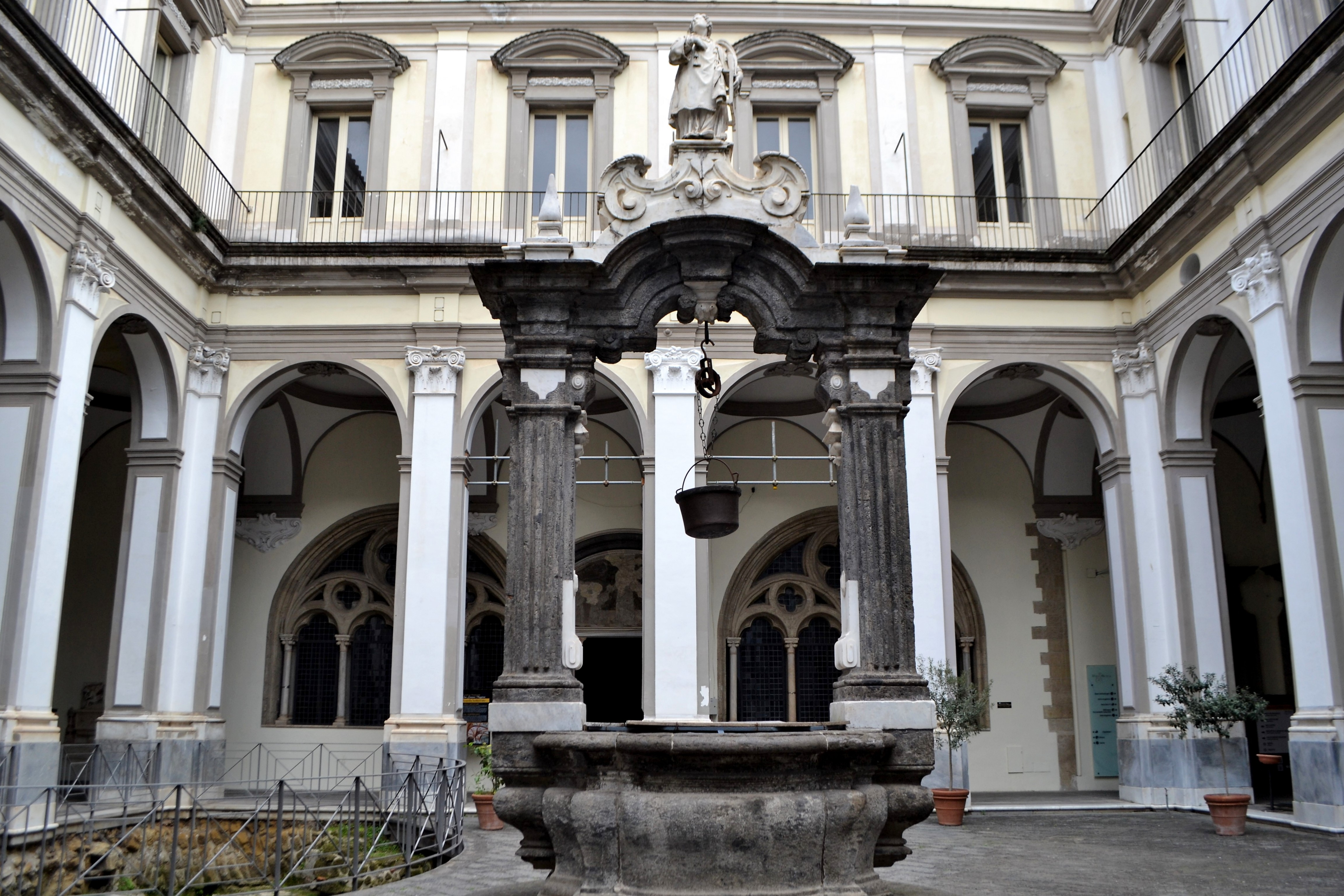
Cour du cloître
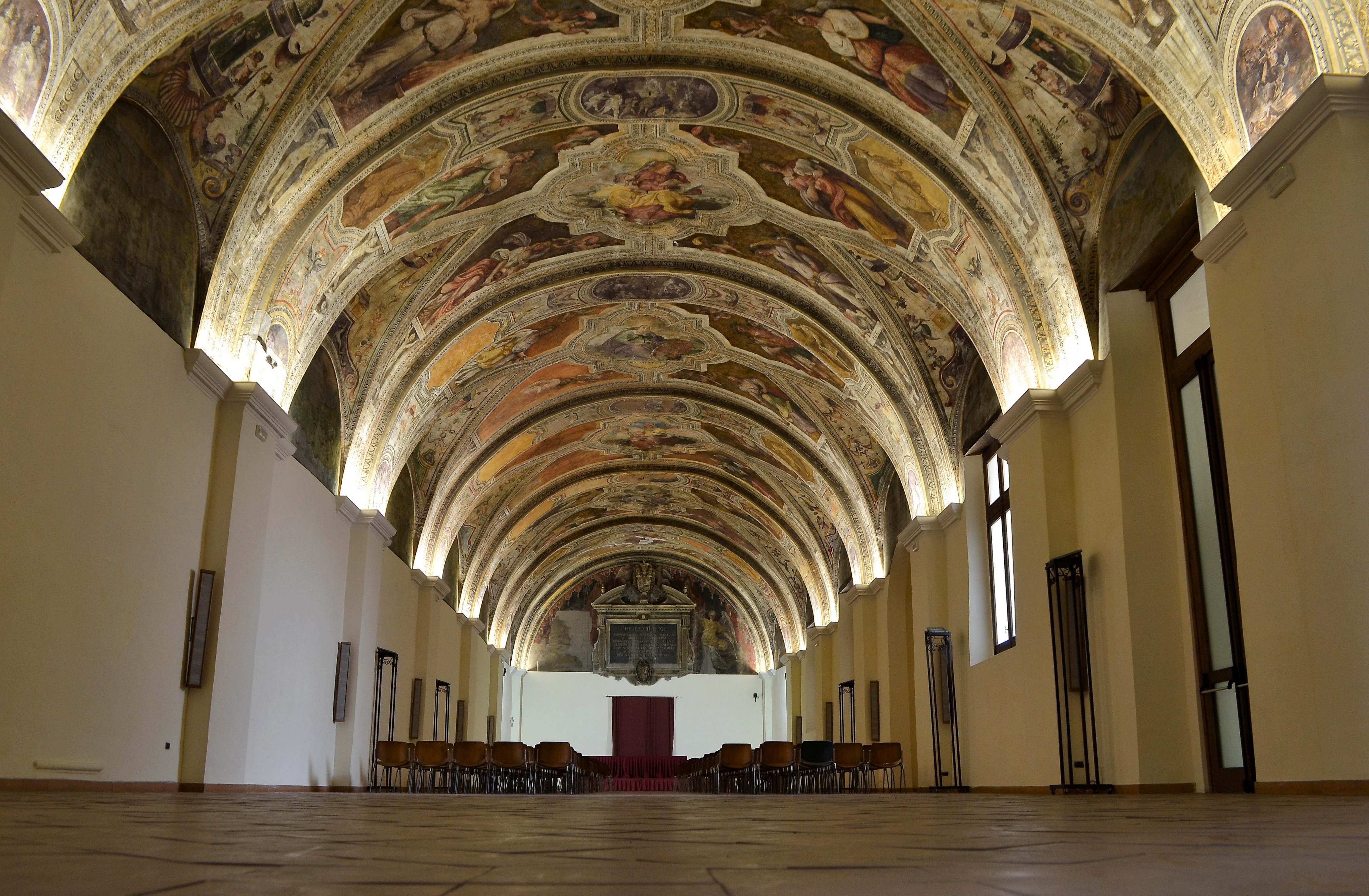
Salle Sixte V
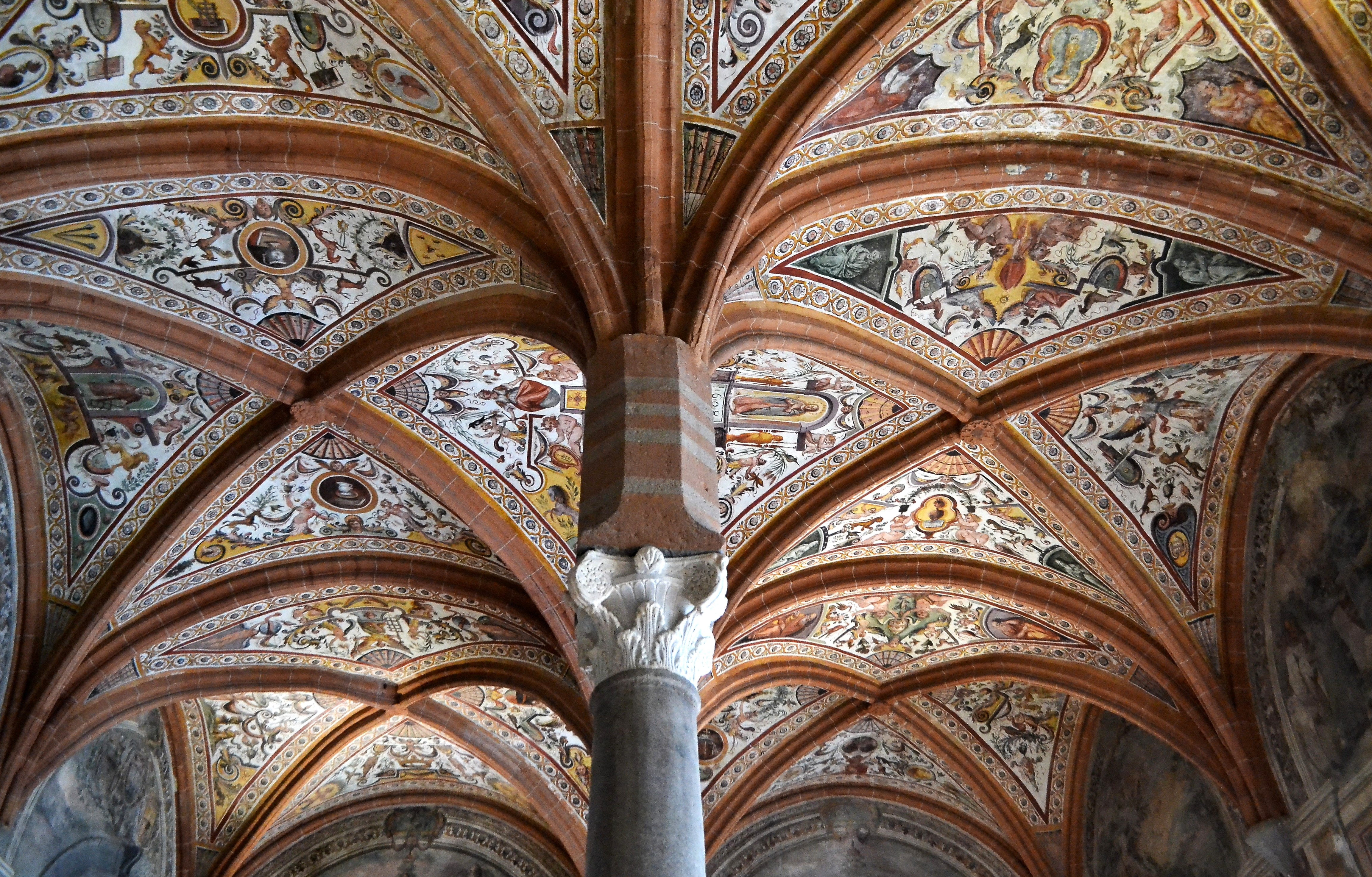
Une des salles
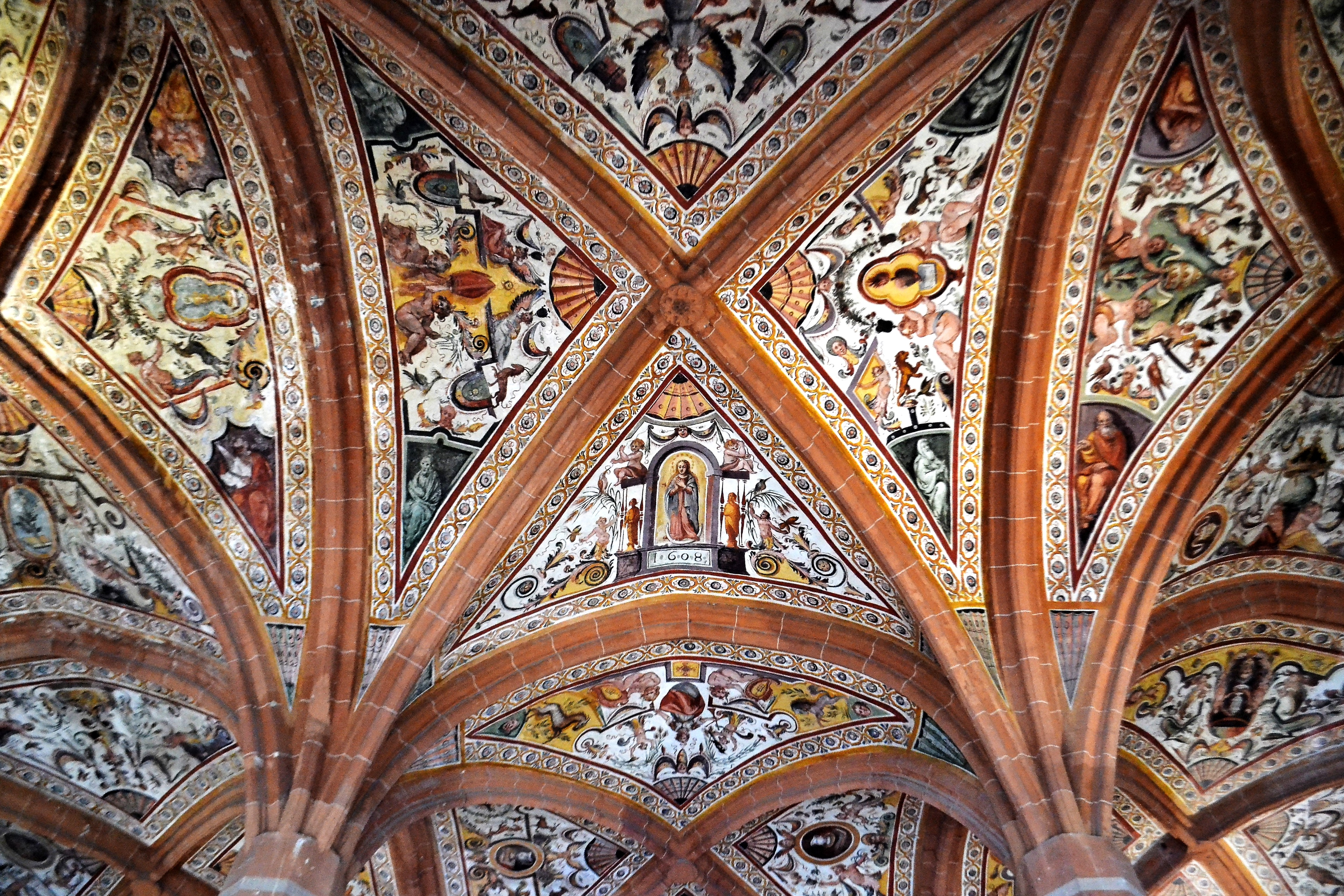
Voûte à fresques
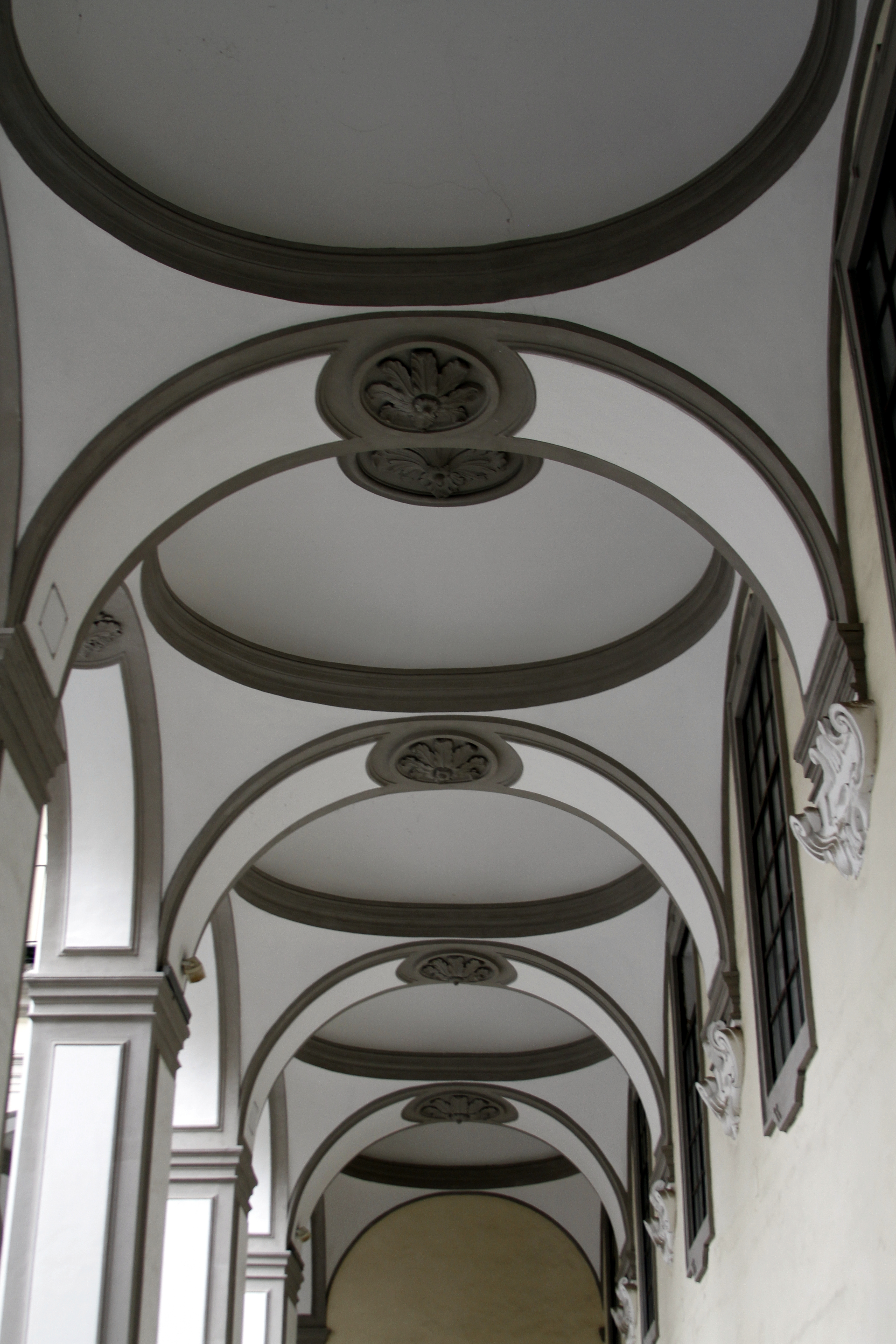
Arches du cloître
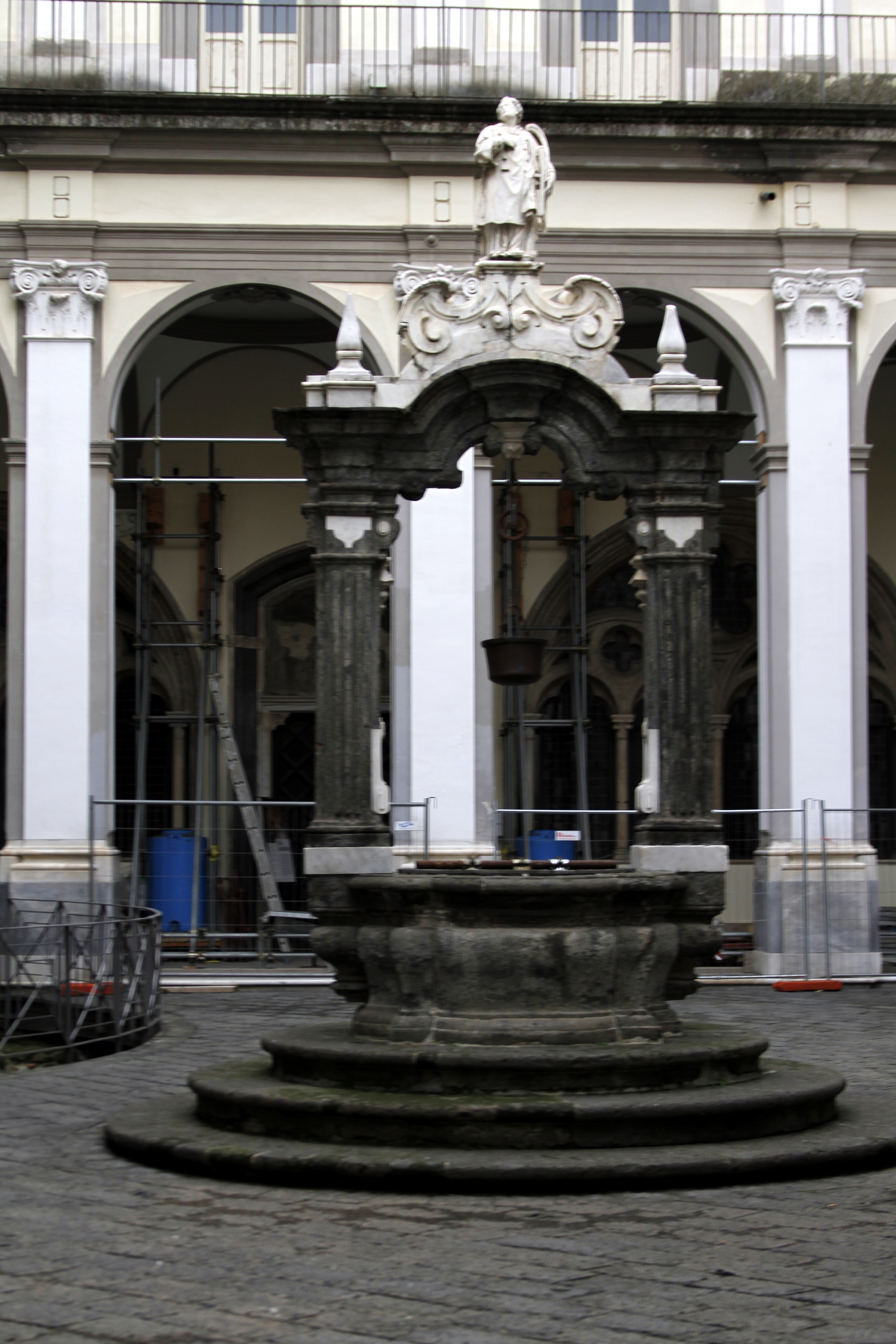
Le puits

## Source de traduction
- (it) Cet article est partiellement ou en totalité issu de l’article de Wikipédia en italien intitulé « Chiostro di San Lorenzo Maggiore » (voir la liste des auteurs).